# 로미오 그리고 줄리엣
《로미오 그리고 줄리엣》(영어: Love Is All There Is)은 미국에서 제작된 조지프 벌로니아, 러네이 테일러 감독의 1996년 코미디, 드라마 영화이다. 레이니 커잰 등이 출연하였고, 엘리엇 캐스트너 등이 제작에 참여하였다. 출시명은 로미오와 줄리엣이다.

## 출연진
- 레이니 커잰
- 조지프 벌로니아
- 폴 소비노
- 바르바라 카레라
- 너새니얼 마스턴
- 앤젤리나 졸리
- 러네이 테일러
- 윌리엄 히키
- 딕 밴패튼
- 에이브 비고다
- 코니 스티븐스
- 조이 베이하
- 비라 록우드

## 기타 제작진
- 공동 제작: 브로더릭 존슨, 팀 켈리, 앤드루 A. 코소브
- 배역: 로빈 놀
- 의상: 도나 그러나타